# Schwalbenschwanzturm

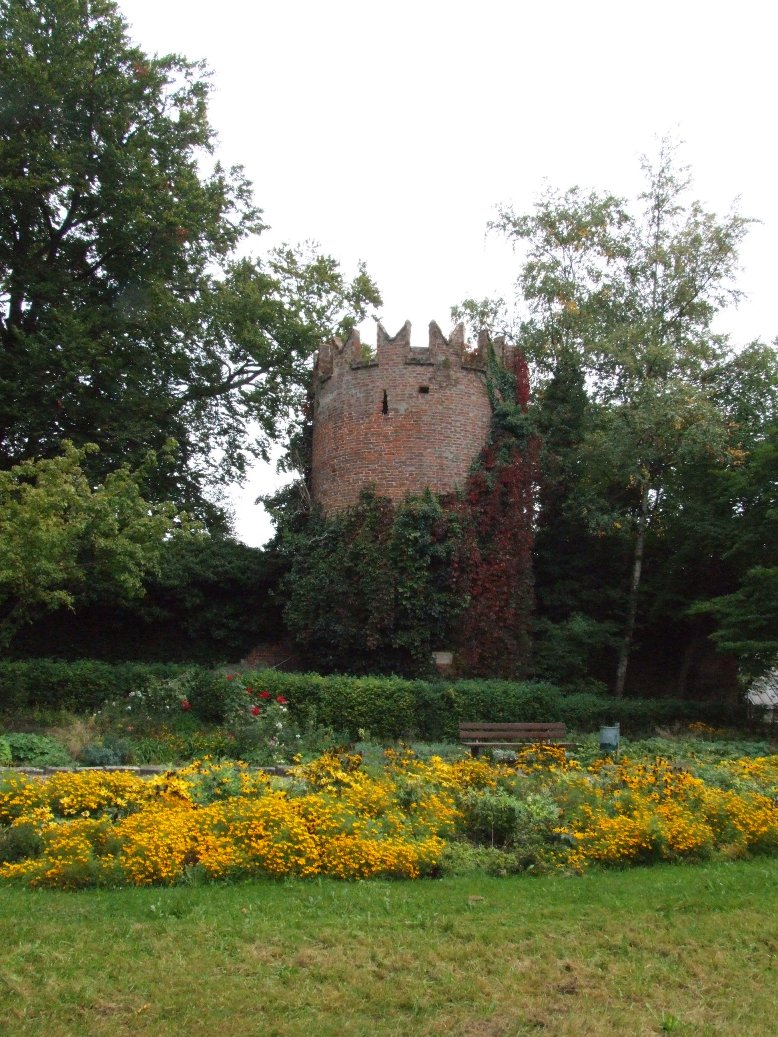
Der Schwalbenschwanzturm in der Grimmelschanze

Der Schwalbenschwanzturm ist ein ehemaliger Verteidigungsturm der oberschwäbischen Stadt Memmingen. Er wird auch Grimmelturm genannt.

## Lage
Der Turm steht an der Westseite der sogenannten Ulmer Vorstadt zwischen dem Weißen Mehlsack und dem Kerkerturm.

## Aussehen
Der Schwalbenschwanzturm ist ein aus Ziegeln gemauerter runder Turm. An der Rückseite ist er im Eingangsbereich abgeflacht und mit einfachem Fachwerk versehen. Die ehemalige Standfläche ist nicht mehr erhalten. Heute hat er ein mit Dachziegeln bedecktes Schrägdach. Die Zinnen sind wie Schwalbenschwänze gemauert. Im Frühjahr 2008 musste das Fachwerk an der Rückseite des Turms durch Backsteinmauerwerk ersetzt werden, da das Holz nicht mehr tragfähig war.

## Geschichte
Der Schwalbenschwanzturm wurde 1445 als Geschützturm bei der letztmaligen Stadterweiterung erbaut. Er diente vor allem dazu, die Achillesferse der Stadt, die Ecke zwischen der Ulmer Vorstadt und der alten Welfenstadt, abzusichern. Des Weiteren wurde er zur Verteidigung der Grimmelschanze eingesetzt. Der Name leitet sich von den Zinnen in Form von Schwalbenschwänzen ab. Der Name Grimmelturm stammt von dem dahinterliegenden innerstädtischen Grundstücken der Herren von Grimmel, einer ehemaligen Patrizierfamilie Memmingens. Der Turm war früher zur Stadtseite hin offen und wurde est später durch eine Mauer geschlossen. Der Turm hatte vier Stockwerke, von denen nur noch zwei vorhanden sind. Das unterste Geschoss befindet sich jetzt auf Bodenniveau, da der Verteidigungsgraben zugeschüttet wurde. Das oberste Geschoss ist durch das nachträglich aufgesetzte Dach nicht mehr vorhanden.